# Otevřený závěr
Otevřený závěr je konstrukční prvek využívaný u automatických zbraní. Po natažení zbraně je závěr zachycen v zadní pozici a komora je prázdná. Po stisku spouště je závěr uvolněn a tlačen vpřed silou pružiny. Závěr po cestě nabere náboj ze zásobníku či nábojového pásu, zasune jej do komory a po uzamčení dojde k odpálení. Po výstřelu a odemčení závorníku se závěr opět pohybuje vzad stlačuje přitom pružinu a vyhazuje prázdnou nábojnici. Dnes se otevřený závěr prakticky používá jen u kulometů. V minulosti se také využíval u samopalů s dynamickým (neuzamčeným) závěrem.

## Výhody
V přestávkách mezi výstřely, kdy je otevřený závěr může proudit vzduch otevřeným vyhazovacím okénkem do zbraně a pomáhat lepšímu chlazení hlavně. Pří déletrvajících dávkách z kulometu dochází k zahřívání hlavně až na kritickou úroveň. Pokud by se do rozžhavené hlavně zasunul náboj může dojít k samovolné iniciaci náboje teplem. To by zapříčinilo samovolnou a nekontrolovatelnou střelbu dávkou až do úplného roztržení hlavně. Tím že otevřený závěr končí každý cyklus v zadní pozici, nemůže dojít k samovolnému výstřelu bez stisknutí spouště.

## Nevýhody
Střelba z otevřeného způsobuje menší přesnost zbraně. Po zmáčknutí spouště se pohybuje vpřed hmota závěru, která způsobuje kmitání zbraně. Například u lehčích zbraní jako např. samopal uzi dochází u méně zkušených střelců k podstřelování cíle.
Další nevýhodou hlavně u samopalů bylo že v nataženém stavu je otevřené vyhazovací okénko. To způsobovalo že se dostávaly nečistoty do komory a hlavně.
Další nevýhodou jsou odlišnosti při zacházení s těmito zbraněmi z hlediska bezpečnosti. Pokud dojde nechtěnému nabití a vzpříčení dvou nábojů v komoře, nesmí se jako první vytáhnou zásobník, jak je obvykle zvykem, ale jako první se musí závěr opětovně zajistit v zadní pozici. V opačném pořadí by došlo k nechtěnému výstřelu.